# 坂祝町郷土資料館
坂祝町郷土資料館（さかほぎちょうきょうどしりょうかん）は、岐阜県加茂郡坂祝町にある博物館。
愛称は「ふるさと館」。

## 概要
坂祝町の歴史上及び文化芸術上の資料を収集保存し、公開する施設である。1978年（昭和53年）10月18日開館。
開館当初の建物は旧・坂祝町立坂祝中学校校舎（1950年（昭和25年）完成）を改修したものである。2014年（平成26年）に坂祝町取組45番地12のJAめぐみの坂祝支店3階に移転。
坂祝小学校体育館1階に移転のため、2022年（令和4年）4月より休館。再開は展示が整い次第となっていたが、令和6年度の再開が決まり、2024年（令和6年）4月4日、坂祝小学校体育館1階の北側（旧・児童用ランチルームなど）に移転し再オープン。昭和の部屋を再現したコーナーや、常設展では衣食住に使った道具、土器、石器、古文書。地場産業の瓦（鬼瓦）を展示また、談話室、学習室などが設置されている。
民具、土器、石器、古文書など1500点を収蔵。うち500点を常設展示している。

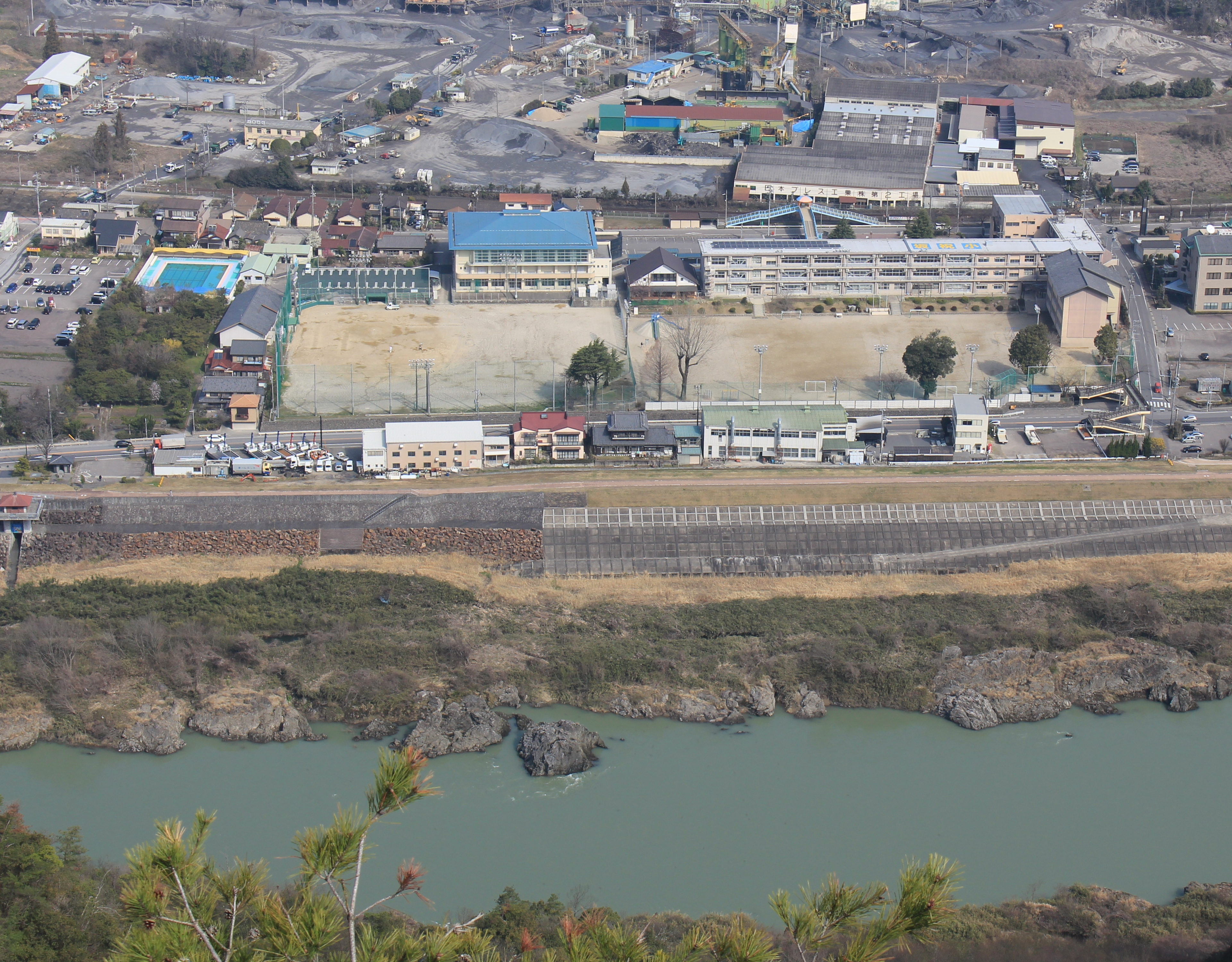
2024年4月から坂祝町郷土資料館が設置されている坂祝町立坂祝小学校体育館（左中央の建物）

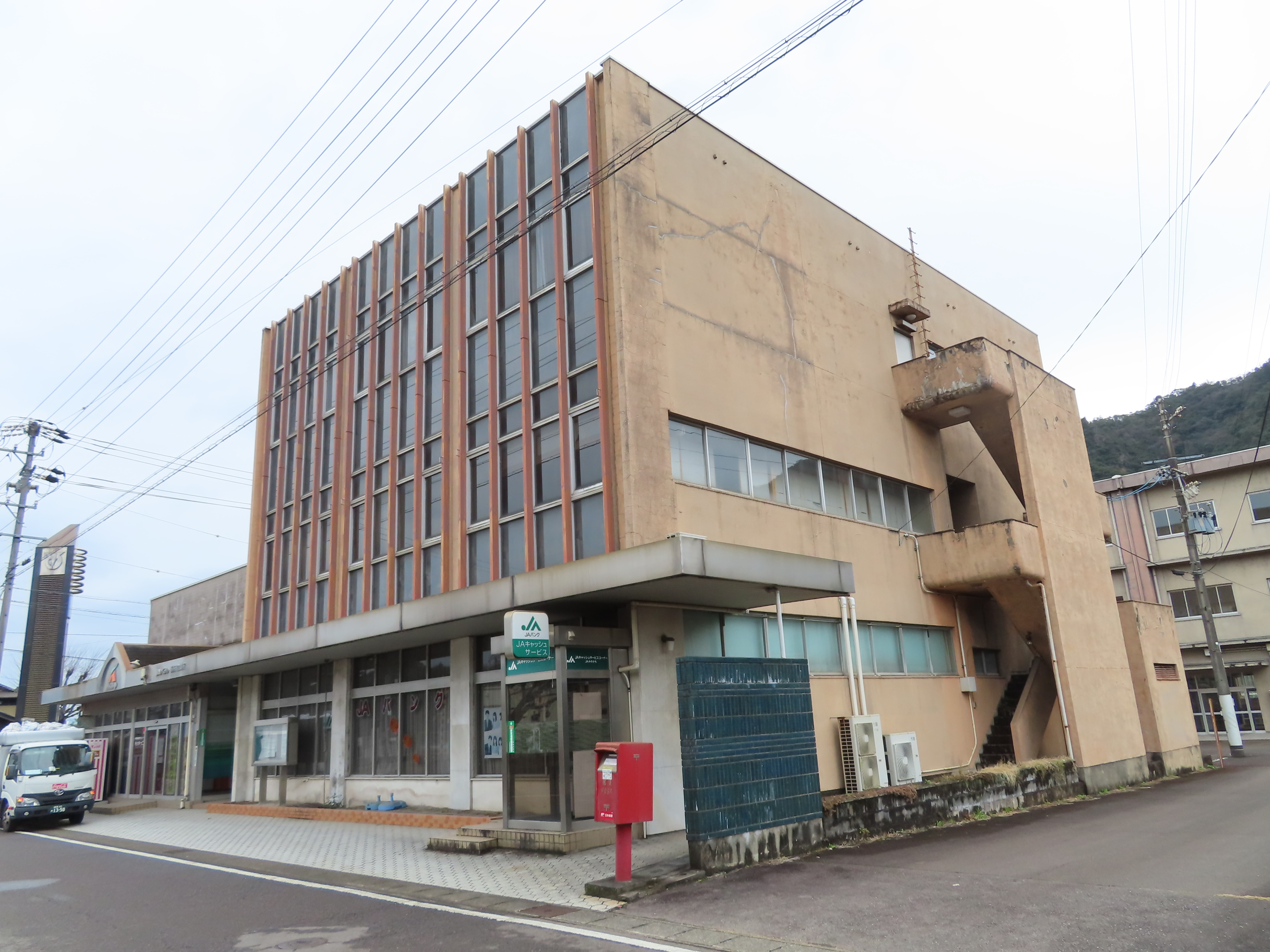
2014年から2022年まで坂祝町郷土資料館が設置されていたJAめぐみの坂祝南営業所

## 利用案内
- 所在地：岐阜県加茂郡坂祝町取組35-24[2]（坂祝小学校体育館1階北側）
- 開館日：木曜日（祝日は休館）[11]
  - ※団体利用は開館日以外でも予約すれば利用可[10]
  - 開館日の詳細は坂祝町の「わが家の生活カレンダー」で確認可能[12]
- 開館時間：10:00 - 15:00[11][10]

## 交通アクセス

### 公共交通機関
- JR高山本線「坂祝駅」下車、徒歩で約12分。

## 周辺施設
- 坂祝町役場
- JAめぐみの坂祝南営業所